# Srednjovjekovni spomenici na Kosovu
Srednjovjekovni spomenici na Kosovu je skupina srednjovjekovnih samostana i crkava srpske pravoslavne crkve koji se nalaze na Kosovu, koji predstavljaju najbolji primjer miješanja istočnjačkih utjecaja bizantske umjetnosti sa zapadnim romaničkim i gotičkim utjecajima u crkvenom graditeljstvu. 
Godine 2004., UNESCO je upisao manastir Visoki Dečani na popis mjesta svjetske baštine u Europi, navodeći njegove freske kao „najvrijednije primjere tzv. renesanse Palaeologa u bizantskom slikarstvu" i "vrijedne zabilješke života u 14. stoljeću”. Dvije godine kasnije, ovom lokalitetu su pridodana još tri vjerska spomenika, tako da su danas zaštićeni spomenici:
- Visoki Dečani
- Manastir Pećka patrijarhija
- Crkva Gospe Ljeviške
- Manastir Gračanica

Zbog nedostatka pravne i upravne zaštite, političke nestabilnosti i nesigurnosti2006. godine su ovi spomenici stavljeni na popis ugroženih mjesta svjetske baštine. 
Zbog mogućih napada albanskih ekstremista manastir Visoki Dečani još uvijek čuvaju snage KFOR-a. Dana 30. ožujka 2007., eksplozija je odjeknula u blizini manastira. Biskup Teodozije, predstojnik manastira Visoki Dečani, izjavio je kako se radilo o ručnoj bombi koja je trebala biti prijeteća poruka samostanu, ali i snagama KFOR-a.